# San Fernando (partido)
Pour les articles homonymes, voir San Fernando.
San Fernando est un partido de la province de Buenos Aires fondé en 1805 dont la capitale est San Fernando.
Le partido fait partie du groupe des 24 partidos de la Province de Buenos Aires constituant le Grand Buenos Aires avec la capitale fédérale.